# Xeropigo
Xeropigo är ett släkte av spindlar.
Xeropigo ingår i familjen flinkspindlar.
Kladogram enligt Catalogue of Life:
| Xeropigo | \| \| Xeropigo smedigari \| \| \| \| \| \| Xeropigo tridentiger \| \| \| \| |
|          | \| \| Xeropigo smedigari \| \| \| \| \| \| Xeropigo tridentiger \| \| \| \| |
|          | Xeropigo smedigari                                                          |
|          |                                                                             |
|          | Xeropigo tridentiger                                                        |
|          |                                                                             |